# Ruck Zuck
Ruck Zuck är ett musikalbum av KMFDM, utgivet 2006.

## Låtlista
1. Free Your Hate (Käptn's Krunch Mix)
2. Mini Mini Mini (J. Hogstrom and the Rain City Swingin' Samples Mix)
3. Professional Killer (The One and Only Mix)
4. Ready to Blow (Dwarves Mix)
5. Hau Ruck (Spezial Mix)
6. Real Thing (Nude Mix)
7. Der Mussolini
8. WWIII (The One and Only 'Extended' Mix)
9. Ansage